# Irvin Cardona
Irvin Cardona (Nîmes, 8 agosto 1997) è un calciatore francese, attaccante del Saint-Étienne.

## Caratteristiche tecniche
Centravanti dotato di un buon fisico, veloce e abile tecnicamente, è bravo nella fase d'impostazione della manovra.

## Carriera

### Club
Cresciuto nel Le Pontet, nel 2012 passa al Monaco, con cui si mette in mostra come uno dei migliori giovani del club. Il 2 febbraio 2017 esordisce in prima squadra, nella partita di Coppa di Francia vinta per 4-5 contro lo Chambly. Il 18 luglio seguente rinnova fino al 2021 con il club monegasco e viene ceduto a titolo temporaneo al Cercle Bruges. Dopo aver conquistato la promozione in Pro League con i nero-verdi, il 4 luglio 2018 il prestito viene confermato per un'altra stagione. Il 12 agosto 2019 viene acquistato dal Brest per 1,5 milioni di euro.
Il 18 gennaio 2023 viene ceduto ai tedeschi dell'Augusta.

### Nazionale
Ha giocato nelle nazionali giovanili francesi Under-18 ed Under-20.

## Statistiche

### Presenze e reti nei club
Statistiche aggiornate al 18 gennaio 2023.
| Stagione             | Squadra              | Campionato           | Campionato | Campionato | Coppe nazionali | Coppe nazionali | Coppe nazionali | Coppe continentali | Coppe continentali | Coppe continentali | Altre coppe | Altre coppe | Altre coppe | Totale | Totale | Totale |
| Stagione             | Squadra              | Comp                 | Pres       | Reti       | Comp            | Pres            | Reti            | Comp               | Pres               | Reti               | Comp        | Pres        | Reti        | Pres   | Reti   |        |
| -------------------- | -------------------- | -------------------- | ---------- | ---------- | --------------- | --------------- | --------------- | ------------------ | ------------------ | ------------------ | ----------- | ----------- | ----------- | ------ | ------ | ------ |
| feb.-giu. 2017       | Monaco               | L1                   | 3          | 0          | CF+CdL          | 3+1             | 0               | UCL                | 0                  | 0                  | -           | -           | -           | 7      | 0      |        |
| 2017-2018            | Cercle Bruges        | D2                   | 15+2       | 6+1        | CB              | 1               | 2               | -                  | -                  | -                  | -           | -           | -           | 18     | 9      |        |
| 2018-2019            | Cercle Bruges        | D1                   | 20         | 6          | CB              | 0               | 0               | -                  | -                  | -                  | -           | -           | -           | 20     | 6      |        |
| Totale Cercle Bruges | Totale Cercle Bruges | Totale Cercle Bruges | 37         | 13         |                 | 1               | 2               |                    | -                  | -                  |             | -           | -           | 38     | 15     |        |
| 2019-2020            | Brest                | L1                   | 21         | 6          | CF+CdL          | 1+1             | 0+1             | -                  | -                  | -                  | -           | -           | -           | 23     | 7      |        |
| 2020-2021            | Brest                | L1                   | 36         | 8          | CF              | 2               | 0               | -                  | -                  | -                  | -           | -           | -           | 38     | 8      |        |
| 2021-2022            | Brest                | L1                   | 32         | 4          | CF              | 3               | 0               | -                  | -                  | -                  | -           | -           | -           | 35     | 4      |        |
| 2022-gen. 2023       | Brest                | L1                   | 10         | 0          | CF              | 0               | 0               | -                  | -                  | -                  | -           | -           | -           | 10     | 0      |        |
| Totale Brest         | Totale Brest         | Totale Brest         | 99         | 18         |                 | 7               | 1               |                    | -                  | -                  |             | -           | -           | 106    | 19     |        |
| gen.-giu. 2023       | Augusta              | BL                   | -          | -          | CG              | -               | -               | -                  | -                  | -                  | -           | -           | -           | -      | -      |        |
| Totale carriera      | Totale carriera      | Totale carriera      | 139        | 31         |                 | 12              | 3               |                    | 0                  | 0                  |             | -           | -           | 151    | 34     |        |

## Palmarès

### Club

#### Competizioni nazionali
- Campionato francese: 1

Monaco: 2016-2017